# Glomfjorden
Glomfjorden er en fjord i Meløy kommune i Nordland fylke i Norge. Fjorden starter i vest mellem Gjersholmen på Meløy i nord og Vassdalsvik i syd og går 21 kilometer mod øst til Fykan i bunden af fjorden.
Øst for Meløya ligger øerne Skjerpa og Mesøya på nordsiden af fjorden. Glomneset er et langt og smalt næs som stikker ud i fjorden fra fastlandet øst for Mesøya. Mellem disse går sundet Eidet nordover til Ørnes. Sandåvika ligger på østsiden af Glomneset og i denne bugt ligger bygderne Sandåga og Neverdal. Lidt længere mod sydøst ligger bebyggelsen Selstad. Landsbyen Glomfjord ligger på nordsiden, helt inde i fjorden. Selve bunden af fjorden ender i en fjeldvæg ved Fykan som stiger 883 meter næsten ret til vejrs.
I Fykan ligger Glomfjord kraftstation, kendt for sabotageaktionen «Operation Musketoon (no)» i september 1942 da kommandosoldater tog over fjeldet fra Bjærangsdalen og saboterede en planlagt aluminiumsproduktion i Glomfjord ved at sprænge faldrørene til kraftstationen.
Fylkesvei 17 går langs nordsiden af fjorden. Mellem Gjersholmen og Vassdalsvik, samt nordover til Ørnes, går der færger.